# Careproctus nigricans
Careproctus nigricans är en fiskart som beskrevs av Schmidt, 1950. Careproctus nigricans ingår i släktet Careproctus och familjen Liparidae. Inga underarter finns listade.